# Lijst van voetbalinterlands Gambia - Kenia
Deze lijst van voetbalinterlands is een overzicht van alle officiële voetbalwedstrijden tussen de nationale teams van Gambia en Kenia. De landen speelden tot op heden een keer tegen elkaar. De eerste ontmoeting, een kwalificatiewedstrijd voor het wereldkampioenschap voetbal 2026, werd gespeel in Abidjan (Ivoorkust) op 20 maart 2025. 

## Wedstrijden
| № | Plaats  | Datum          | Competitie           | Wedstrijd      | Uitslag |
| - | ------- | -------------- | -------------------- | -------------- | ------- |
| 1 | Abidjan | 20 maart 2025  | WK 2026 kwalificatie | Gambia − Kenia | 3 − 3   |
| 2 | n.n.b.  | september 2025 | WK 2026 kwalificatie | Kenia − Gambia | −       |

## Samenvatting
| Competitie      | Totaal gespeeld | Winst Gambia | Gelijk | Winst Kenia | Doelsaldo Gambia – Kenia |
| --------------- | --------------- | ------------ | ------ | ----------- | ------------------------ |
| WK-kwalificatie | 1               | 0            | 1      | 0           | 3 − 3                    |
| Totaal          | 1               | 0            | 1      | 0           | 3 − 3                    |

GFA · A-internationals · Olympische elftal · Gambiaans vrouwenelftal
Algerije ·
Angola ·
Benin ·
Burkina Faso ·
Burundi ·
Centraal-Afrikaanse Republiek ·
China ·
Comoren ·
Congo-Brazzaville ·
Congo-Kinshasa ·
Denemarken ·
Djibouti ·
Equatoriaal-Guinea ·
Gabon ·
Ghana ·
Guinee ·
Guinee-Bissau ·
Ivoorkust ·
Kaapverdië ·
Kameroen ·
Kenia ·
Kosovo ·
Lesotho ·
Liberia ·
Libië ·
Luxemburg ·
Madagaskar ·
Mali ·
Marokko ·
Mauritanië ·
Mexico ·
Namibië ·
Nieuw-Zeeland ·
Niger ·
Nigeria ·
Oeganda ·
Saoedi-Arabië ·
Senegal ·
Seychellen ·
Sierra Leone ·
Tanzania ·
Togo ·
Tsjaad ·
Tunesië ·
Verenigde Arabische Emiraten ·
Zambia ·
Zuid-Afrika ·
Zuid-Soedan
KFF · Selecties · Keniaans vrouwenelftal
1926 – 1939 · 
1940 – 1949 · 
1950 – 1959 · 
1960 – 1969 · 
1970 – 1979 · 
1980 – 1989 · 
1990 – 1999 · 
2000 – 2009 · 
2010 – 2019 ·
2020 − 2029
Algerije ·
Angola ·
Australië ·
Bahrein ·
Botswana ·
Burkina Faso ·
Burundi ·
Centraal-Afrikaanse Republiek ·
China ·
Comoren ·
Congo-Brazzaville ·
Congo-Kinshasa ·
Djibouti ·
Egypte ·
Equatoriaal-Guinea ·
Eritrea ·
Ethiopië ·
Gabon ·
Gambia ·
Ghana ·
Guinee ·
Guinee-Bissau ·
India ·
Indonesië ·
Irak ·
Iran ·
Ivoorkust ·
Jemen ·
Jordanië ·
Kaapverdië ·
Kameroen ·
Koeweit ·
Lesotho ·
Liberia ·
Libië ·
Madagaskar ·
Malawi ·
Maleisië ·
Mali ·
Marokko ·
Mauritanië ·
Mauritius ·
Mozambique ·
Namibië ·
Nieuw-Zeeland ·
Nigeria ·
Oeganda ·
Oman ·
Pakistan ·
Qatar ·
Rusland ·
Rwanda ·
Senegal ·
Seychellen ·
Sierra Leone ·
Soedan ·
Somalië ·
Swaziland ·
Taiwan ·
Tanzania ·
Thailand ·
Togo ·
Trinidad en Tobago ·
Tunesië ·
Verenigde Arabische Emiraten ·
Zambia ·
Zimbabwe ·
Zuid-Afrika ·
Zuid-Korea ·
Zuid-Soedan ·
Zwitserland